# 위위구조
위위구조(囲魏救趙)는 “위나라를 위협해 조나라를 구한다”는 뜻이다. 삼십육계 중 제2계이다.

## 본문
공적불여분적, 적양불여적음.
共敵不如分敵、敵陽不如敵陰。
적이 집중하도록 하는 것보다 분산되도록 유도하는 것이 좋다. 적의 정면을 공격하는 것보다 숨은 약점을 공격하는 것이 좋다.

## 사례
전국시대 중국에서 위나라와 조나라가 싸웠다. 조나라는 위나라에게 마구 밀려 마침내 수도인 한단을 포위당했다. 조나라는 동맹국인 제나라에 원군을 요청했고, 제 위왕은 곧바로 장군 전기와 모사 손빈을 파견하여 조나라를 구원하도록 했다. 그런데 손빈은 한단으로 향하는 전기를 중간에 붙잡고 이리 말했다.
“얽힌 실을 풀 때는 무리하게 잡아당기지 않는 편이 좋다. 싸움을 피하고자 한다면 직접 가담하지 말라. 요소를 찌르고 허를 찔러 형세를 무너뜨리면 실이 저절로 녹아내리는 것이다.”
손빈과 전기는 위날 바노국을 공격, 위나라의 수도인 대양을 포위하여 위군을 조나라에서 철수시켰다. 그리고 제군은 위군을 계릉 전투에서 대파하고 조나라를 구원했다. 이렇게 적을 한 곳에 집중시키지 않고 분주하고 피로하게 만든 뒤 격파하는 전술이 위위구조이다.